# Crescita per linee esterne
Nel gergo aziendale, la crescita per linee esterne effettuata da un'impresa consiste nell'aumentare le proprie dimensioni (anziché internamente ampliando le proprie strutture aziendali) esternamente e nel realizzare sinergie tra le funzioni di imprese prima indipendenti  effettuando una o più operazioni straordinarie come fusione o acquisizione (di intere aziende o parte di esse).

Mentre la crescita per linee interne avviene in maniera equilibrata, omogenea, lenta e graduale e richiede un piano di investimenti ben congegnato e una certa capacità imprenditoriale, la crescita per linee esterne si rileva essere molto più semplice e veloce. Tuttavia essa spesso comporta rilevanti problemi organizzativi relativi all'aggregazione tra aziende diverse, che possono anche durare per tempi molto lunghi e che, se non si sanno affrontare correttamente, possono portare alla crisi dell'intera struttura aziendale.

La trasformazione in questo tipo di crescita aziendale rappresenta uno strumento particolarmente importante in quanto permette di semplificare tale operazione: una società di persone che vorrebbe fondersi con una società di capitali, anziché effettuare subito la fusione eterogenea che comporterebbe particolari e difficili stime di bilancio, può trasformarsi (ai sensi degli articoli 2498 e ss. del C.C.) in una società di capitali e, a questo punto, effettuare una più semplice e lineare fusione omogenea (vi è da sottolineare che, nel caso in questione, la trasformazione è eterogenea e comporta anch'essa delle stime sui valori del bilancio risultante realizzate da un perito ai sensi dell'articolo 2500-ter del C.C., ma comunque tali stime sono meno complesse di quelle relative ad una fusione eterogenea), in maniera analoga lo strumento della trasformazione faciliterebbe anche il processo di acquisizione.

Tale tipologia di crescita può scontrarsi, tuttavia, con la normativa antitrust italiana ed europea, in quanto realizza, in concreto, quella che da queste stesse normative viene definita "concentrazione". Tali normative, infatti, impediscono esplicitamente le concentrazioni che hanno per oggetto o per effetto la limitazione o l'impedimento in maniera durevole della concorrenza. In questi casi, infatti, l'atto che realizza la concentrazione (come la fusione o l'acquisizione) dev'essere comunicato all'Autorità Garante della Concorrenza e del Mercato (Authority) la quale può eventualmente opporsi a tale concentrazione per i motivi suddetti.